# Alianza (banda)
Alianza fue un grupo de metal formado en 1994 por Adrián Barilari y Hugo Bistolfi tras su alejamiento del grupo Rata Blanca, y lograron grabar varios discos, como Sueños del mundo en 1994 y Alianza en 1997. En 1999, tras la publicación de su último disco llamado Huellas, la dupla Barilari-Bistolfi decide tomar caminos separados, dejando así este proyecto de lado para dedicarse completamente a sus respectivos proyectos solistas.

## Historia
En medio de la gira de Rata Blanca en España en 1993, Barilari y Bistolfi abandonan la banda no contentos con la nueva dirección musical que venía estableciendo Rata Blanca para la época. La dupla Barilari-Bistolfi decidieron preparar su propio grupo conformado por ellos como integrantes fijos, acompañados por músicos sesionistas, al cual nombraron Alianza. 
Esta banda seguía una línea sonora parecida a Rata Blanca, con un sonido más sinfónico por el desarrollo de los teclados de Hugo Bistolfi. 
Su último disco marca un sonido más duro que el de sus predecesores. La banda no tuvo mucho auge en Argentina; sin embargo contaron con gran respaldo en otros países de Hispanoamérica principalmente México. 
A su vez, Rata Blanca perdió popularidad tras la salida de Adrián Barilari y Hugo Bistolfi. En el 2000, tras una reunión con Walter Giardino, Hugo Bistolfi y Adrian Barilari se juntan para una gira y así reúnen nuevamente Rata Blanca.
En 2009 Adrián Barilari canta las canciones "Fiesta universal" y "Comandantes del amor" (esta última junto al mexicano Álex Lora) en el disco de Hugo Bistolfi Viaje al cosmos. En 2010 Bistolfi abandona nuevamente el grupo Rata Blanca y se dedica enteramente a su carrera como solista en distintas facetas musicales. Desde entonces ambos actúan juntos cuando se invitan entre sí a tocar en su respectivas bandas Hugo Bistolfi y Barilari (solista).

## Miembros
Alianza estuvo compuesto por la dupla Barilari-Bistolfi, acompañada de numerosos músicos sesionistas.

### Estables
- Adrián Barilari - Vocalista y guitarra acústica.
- Hugo Bistolfi - Teclados y coros.

### Otros músicos
- Gonzalo Ledesma - Guitarra.
- Daniel Telis - Guitarra.
- Mariano Rubino - Guitarra.
- Marcelo Pérez Schneider - Bajo.
- Guillermo Vadalá - Bajo.
- Alejandro Bass - Bajo.
- Sebastian Cullari - Bajo.
- Javier Barilari - Coros.
- Fabián Bruno - Batería.
- Jota Morelli - Batería.
- Gustavo Segura - Batería.
- Pato Canevari - Batería.
- Daniel Astor Piazzolla - Batería.

## Discografía
- Sueños del mundo (1994)
- Alianza (1997)
- Huellas (1999)

## Videoclips
- Sólo en la Ciudad (1994)
- Rock & Blue (1994)
- Escondida Entre Nubes (1997)
- Vení a Escuchar Rock and Roll (1999)